# 奧達維恩·捷凱亞
奧達維恩·捷凱亞（波蘭語：Octavian Chihaia，1981年3月18日—），是羅馬尼亞的足球運動員，司職前鋒。

## 外部連結
- Chihaia career stats: http://www.romaniansoccer.ro/players/c/chihaia_octavian.shtml （页面存档备份，存于）